# رجب بن فرحات باي
رجب بن فرحات باي هو باي قسنطينة وحاكم بايلك الشرق ضمن أيالة الجزائر في العهد العثماني. امتد حكمه بين سنتي 1666 و1673 ليخلفه فيما بعد خير الدين باي.